# Todo un caballero
Pour plus de détails, voir Fiche technique et Distribution.
Todo un caballero est un film mexicain réalisé par Miguel M. Delgado, sorti en 1947.
Il s'agit du remake du film américain Hat, Coat and Glove (en) (1934) de Worthington Miner (en) produit par RKO Pictures avec Ricardo Cortez, Barbara Robbins et John Beal.

## Synopsis
L'histoire se déroule dans un tribunal lors d'un procès pour meurtre. L'accusé (Gustavo Rojo) est un jeune homme qui mène une vie sans but. L'avocat de la défense Fernando Soler s'efforce de prouver que le meurtre n'en était pas un, et il y parvient au terme d'une procédure dans laquelle, grâce son caractère rusé, il obtient gain de cause ...  

## Fiche technique
- Titre : Todo un caballero
- Réalisation :	Miguel M. Delgado
- Scénario :  Salvador Novo
- Photographie : José Ortiz Ramos
- Montage : Jorge Bustos
- Musique : Gonzalo Curiel (es)
- Direction artistique : Manuel Fontanals
- Décors :
- Costumes :
- Son :
- Producteurs : Joseph Noriega
- Société de production : Ramex Films
- Société(s) de distribution : RKO Radio Pictures de México (Mexique), RKO Radio Pictures (États-Unis), Clasa-Mohme (États-Unis, langue espagnole)
- Pays d'origine :  Mexique
- Langue de tournage : Espagnol
- Format : Noir et blanc — 35 mm — 1,37:1 — Son : Mono (RCA High Fidelity)
- Métrage : 2 212 mètres (9 bobines)
- Genre : Film dramatique, Film noir
- Durée : 85 minutes (1 h 25)
- Dates de sortie :
  -  Mexique : 17 juillet 1947

## Distribution
- Fernando Soler : Roberto Montes
- Malú Gatica : Alicia Candón
- Gustavo Rojo : Carlos Alcalde
- Carolina Barret (es) : Ana Silva
- Julio Villarreal : Fiscal
- Maruja Grifell (es) : Mme Du Barry
- Aurora Walker (es) : Inés
- Conchita Gentil Arcos (es) :  la secrétaire
- Manuel Arvide (es) : Ariza
- Manuel Noriega : Ernesto Fournier
- José Ortiz de Zárate : Juez
- Luis Rodríguez : Juan Robledo
- Humberto Rodríguez : le fonctionnaire
- María Gentil Arcos (es) : Portera

## Récompenses et nominations
- 1947 : Nomination pour le prix Ariel de la meilleure actrice dans un second rôle pour Maruja Grifell

## À noter
- Todo un Cabellero est produit par Ramex, la branche de production latino-américaine de RKO Pictures.
- Le film a été tourné aux studios Churubusco Azteca de Mexico
- Il s'agit du premier film à gros budget du réalisateur Miguel M. Delgado.